# Вирья
Вирья́ (фр. Viriat) — коммуна во Франции, находится в регионе Рона — Альпы. Департамент — Эн. Административный центр кантона Вирья. Округ коммуны — Бурк-ан-Брес.
Код INSEE коммуны — 01451.

## География
Коммуна расположена приблизительно в 360 км к юго-востоку от Парижа, в 65 км северо-восточнее Лиона, в 6 км к северу от Бурк-ан-Бреса.
По территории коммуны протекают реки Ресуз и Жюньон.

## Население
Население коммуны на 2010 год составляло 6006 человек.
| 1962 | 1968 | 1975 | 1982 | 1990 | 1999 | 2010 |
| ---- | ---- | ---- | ---- | ---- | ---- | ---- |
| 2644 | 3012 | 3562 | 3997 | 4701 | 5287 | 6006 |

## Администрация
| Период | Период | Фамилия      | Партия        | Примечания |
| ------ | ------ | ------------ | ------------- | ---------- |
| ?      | 1977   | Андре Шанель |               |            |
| 1977   | 2001   | Пьер Фромон  |               |            |
| 2001   | 2014   | Бернар Перре | Разные правые |            |

## Экономика
В 2010 году среди 3809 человек трудоспособного возраста (15—64 лет) 2848 были экономически активными, 961 — неактивными (показатель активности — 74,8 %, в 1999 году было 74,2 %). Из 2848 активных жителей работали 2642 человека (1378 мужчин и 1264 женщины), безработных было 206 (89 мужчин и 117 женщин). Среди 961 неактивных 342 человека были учениками или студентами, 354 — пенсионерами, 265 были неактивными по другим причинам.

## Города-побратимы
- Сорболо (Италия, с 2000)
- Войнешти (Румыния, с 1989)

## Фотогалерея

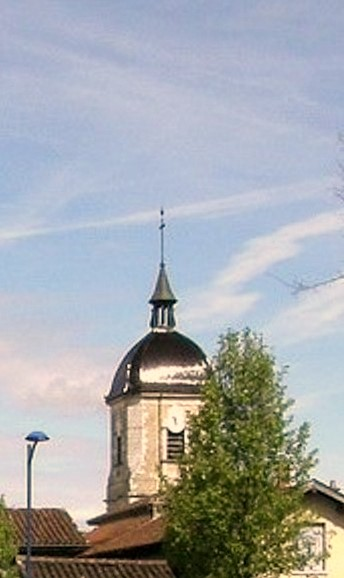
Церковь
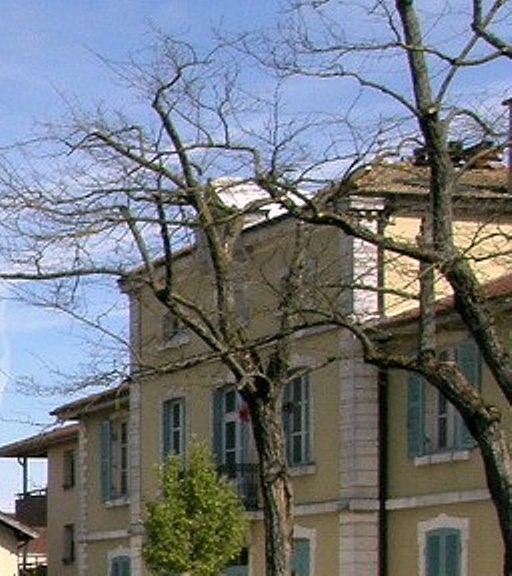
Мэрия
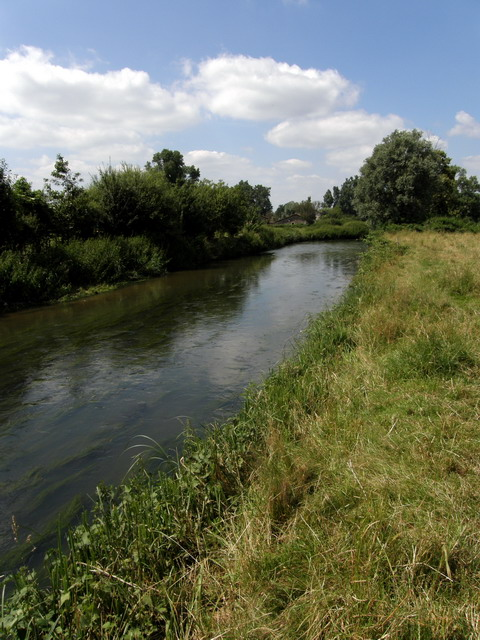
Река Ресуз
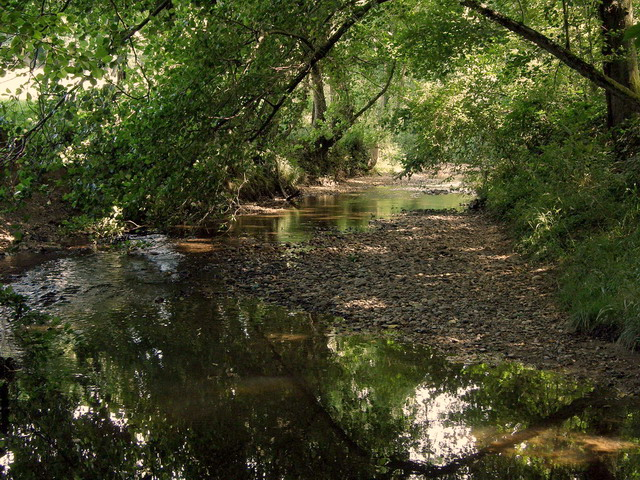
Река Жюньон[фр.]